# Khuzdûl
Khuzdûl – sztuczny język stworzony przez J.R.R. Tolkiena na potrzeby stworzonej przez niego mitologii Śródziemia. Mieli posługiwać się nim krasnoludowie.
Wyrazy w khuzdûlu, jak w językach semickich, oparte są na rdzeniach trójspółgłoskowych. Do zapisu tego języka używa się pisma cirth.
Niewiele wiadomo o tym języku, jako że krasnoludowie skrywali swój język przed innymi plemionami. Jedyne znane imiona w khuzdûlu to Azaghâl, Telchar i Gamil Zirak. 
Wyjątkami są niektóre nazwy geograficzne (np. Kheled-zâram), które krasnolud Gimli wyjawił członkom Drużyny Pierścienia w czasie wędrówki do Morii.
Podczas oblężenia Helmowego Jaru Gimli wzniósł okrzyk Baruk Khazâd! Khazâd ai-mênu! co miało oznaczać: Topory krasnoludów! Krasnoludowie nad wami!
Za drugi z przykładów można wziąć runiczną inskrypcję na grobie Balina, w Khazad-dûm, która głosiła: Balin Fundinul Uzbad Khazad-dûmu – Balin, syn Fundina, władca Morii.
Język ten został najprawdopodobniej nadany krasnoludom przez Aulego. Krasnoludowie chronili go przed poznaniem przez inne rasy (woleli posługiwać się obcymi językami, niż uczyć inne istoty własnego), więc nie zmienił się bardzo od początku swego istnienia.

## Przykłady nazw w języku khuzdûl
- Azanulbizar – Dolina Półmroku
- Khazad-dûm – Moria (przed pojawieniem się Balroga zwana była Pałacem Krasnoludów lub Domem Khazadów )
- Gabilgathol – Belegost
- Kheled-zâram – Jezioro Zwierciadlane
- Khuzd – krasnolud
- Khazad – krasnoludowie
- Tumunzahar – Nogrod
- Barazinbar – Caradhras
- Bundushathur – Fanuidhol
- Nulukkizdin – Nargothrond
- Zirakzigil – Celebdil
- Baruk – topory
- Uzbad – władca